# Кочране
Кочране (ісп. Cochrane) — селище в Чилі. Адміністративний центр однойменної комуни і провінції Капітан-Прат. Населення — 2217 осіб (2002). Селище і комуна входять до складу провінції Капітан-Прат та регіону Айсен.
Територія комуни — 8599,5 км². Чисельність населення — 2859 мешканців (2007). Щільність населення — 0,33 чол./км².

## Розташування
Селище розташоване за 192 км на південь від адміністративного центру регіону міста Кояїке.
Комуна межує:
- на півночі — з комуною Чиле-Чико
- на сході — з провінцією Санта-Крус (Аргентина)
- на півдні — з комуною О'Гіґґінс
- на заході — з комуною Тортель

## Демографія
Згідно з даними, зібраними під час перепису Національним інститутом статистики, населення комуни становить 2859 осіб, з яких 1523 чоловіки та 1336 жінок.
Населення комуни становить 2,85 % від загальної чисельності населення регіону Айсен, при цьому 20,32 % відноситься до сільського населення і 79,68 % — міське населення.